# Тюрюшля
Тюрюшля (баш. Турешлө) — село в Стерлитамакском районе Республики Башкортостан Российской Федерации. Административный центр Тюрюшлинского сельсовета.

## География

### Географическое положение
Расстояние до:
- районного центра (Стерлитамак): 38 км,
- ближайшей ж/д станции (Стерлитамак): 38 км.

## Население
| 2002 | 2009  | 2010 |
| ---- | ----- | ---- |
| 967  | ↗1066 | ↘917 |

Национальный состав
Согласно переписи 2002 года, преобладающая национальность — русские (44 %).